# STS-85
STS-85, voluit Space Transportation System-85, was een spaceshuttlemissie van de Discovery. Tijdens de missie werd er onderzoek uitgevoerd met de Atmosphere-Shuttle Pallet Satellite (CRISTA-SPAS-2).

## Bemanning
| Positie            | Lancering                         | Landing                           |                                   |
| ------------------ | --------------------------------- | --------------------------------- | --------------------------------- |
| Bevelhebber        | Curtis Brown 4e ruimtevlucht      | Curtis Brown 4e ruimtevlucht      |                                   |
| Piloot             | Kent Rominger 3e ruimtevlucht     | Kent Rominger 3e ruimtevlucht     |                                   |
| Missiespecialist 1 | Nancy Jan Davis 3e ruimtevlucht   | Nancy Jan Davis 3e ruimtevlucht   |                                   |
| Missiespecialist 2 | Robert Curbeam 1e ruimtevlucht    | Robert Curbeam 1e ruimtevlucht    | Robert Curbeam 1e ruimtevlucht    |
| Missiespecialist 3 | Stephen Robinson 1e ruimtevlucht  | Stephen Robinson 1e ruimtevlucht  | Stephen Robinson 1e ruimtevlucht  |
| Ladingspecialist 1 | Bjarni Tryggvason 1e ruimtevlucht | Bjarni Tryggvason 1e ruimtevlucht | Bjarni Tryggvason 1e ruimtevlucht |

## Media
- Video lancering (0:40)
- Video landing (0:38)

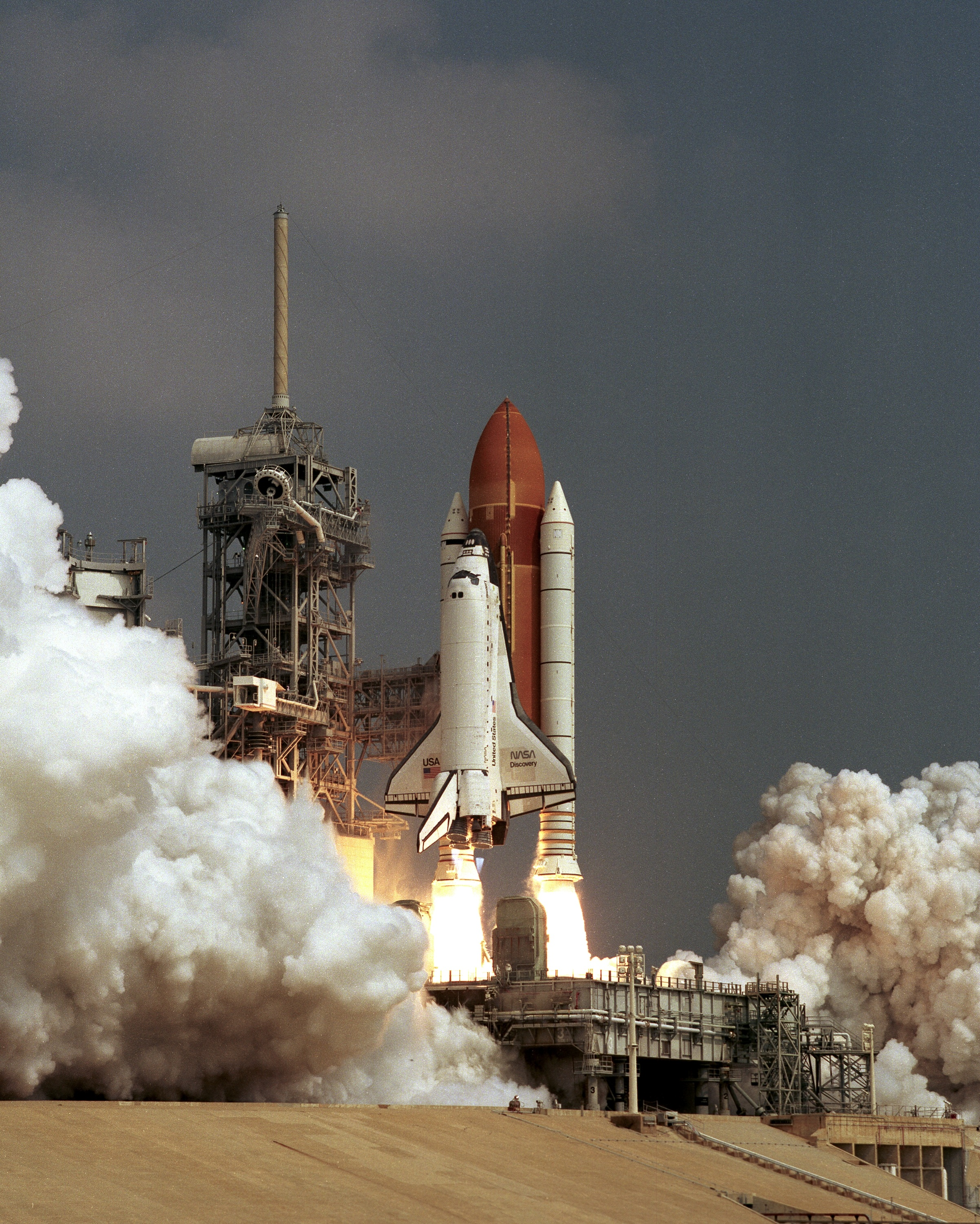
Lancering